# Naturkundemuseum (metrostation)
Naturkundemuseum is een station van de metro van Berlijn, gelegen onder de Chausseestraße in het Berlijnse stadsdeel Mitte. Het metrostation werd geopend op 30 januari 1923 aan het eerste deel van de Nord-Süd-Bahn, de huidige lijn U6.
Bij opening droeg het metrostation de naam Stettiner Bahnhof, naar het gelijknamige trein- en S-Bahnstation dat zich op zo'n tweehonderd meter ten westen van het metrostation bevond. Op 10 januari 1951 werden de naam van zowel het trein-, S-Bahn- als metrostation gewijzigd in Nordbahnhof. Tijdens de deling van de stad was het metrostation, dat in Oost-Berlijn lag, gesloten; West-Berlijnse treinen in transit passeerden het zonder te stoppen. Op 3 oktober 1991 kreeg het station de nieuwe naam Zinnowitzer Straße, om verwarring met het S-Bahnstation te voorkomen; Het treinstation was al sinds 1952 niet meer in gebruik.
Zijn huidige naam draagt station Naturkundemuseum sinds 13 december 2009. De naam verwijst naar het nabijgelegen museum in de Invalidenstraße.